# Colchagua Club de Deportes
O Colchagua Club de Deportes.é um clube de futebol do Chile, localizado na cidade de San Fernando, Região de O'Higgins. Foi fundado no dia 23 de janeiro de 1957. Seus rivais são o O'Higgins e o Deportes Santa Cruz.

## Historia
Foi fundado no dia 23 de janeiro de 1957 quando ocorreu a fusão do Unión Comercial e do Tomás Lawrence criando o Deportivo San Fernando, que estrearia nesse mesmo ano na Segunda Divisão do Chile. Querendo não só representar a cidade de San Fernando, se não toda a província de Colchagua, o clube muda de nome em 1960, passando a se chamar Deportes Colchagua. 
Depois de várias temporadas na Segunda Divisão, com um rendimento irregular e uma situação financeira complicada, o Colchagua volta para as disputas de sua associação de origem no ano de 1973. Quatro anos depois, se candidata para voltar a Segunda Divisão e consegue regressar.
Em 1982 chegou a final do Campeonato de Apertura, sendo derrotado pelo Everton. No ano seguinte, o clube é rebaixado para a Terceira Divisão. Em 1987, depois de  ganhar um jogo decisivo contra o Juventud Ferro, é coroado campeão e volta para a Segunda Divisão.
No ano de 1994, o clube participa da liga de acesso para a Primeira Divisão, mas foi eliminado pelo Coquimbo Unido. Em 1997, e depois de uma péssima campanha na Segunda Divisão, é rebaixado novamente para a Terceira Divisão.
Em 1998, o Colchagua consegue ganhar pela segunda vez o campeonato da Terceira Divisão. Com um baixo rendimento, o clube é rebaixado novamente da Segunda Divisão em 1999.
Em 2007, chega a final da Terceira Divisão contra o San Marcos de Arica, sendo derrotado por 2-1 no jogo de ida, em Arica. Na volta, jogado em San Fernando, empate de 1-1, resultado que mandou o time de Arica para a Segunda Divisão.

## Títulos

### Nacionais
- Campeonato Chileno Terceira Divisão (3) : 1987, 1998 e 2014

## Ligações Externas
- «Sítio oficial» (em espanhol)